# 上良早紀
上良 早紀（かみりょう さき、1982年9月18日 - ）は、日本の女優、タレントである。

## 来歴・人物
大阪府阪南市出身。堀越高等学校卒業。
1997年（平成9年）、公開オーディション企画 『第1回 THE JAPAN AUDITION』に出場し、歌手部門で合格。その際、大手芸能事務所19社からの指名を受けた上良は、サンミュージックプロダクションを逆指名して芸能界入りした。以後、テレビ、CM、グラビア、ラジオなど多方面で活動している。
歌手としては2001年（平成13年）、日本テレビ系で放送されたバラエティ番組 『THE夜もヒッパレ』（日本テレビ）から生まれた美脚3人組グループ 『ミニスカパン』のひとりとして、三浦理恵子、来栖あつことともに、島倉千代子の楽曲のカバー 『愛のさざなみ』でCDデビューしている。
また、2007年（平成19年）12月からは、テレビドラマ 『ウルトラギャラクシー大怪獣バトル』シリーズ（BS11デジタル）に、ハルナ役として出演した。
2014年（平成26年）1月、自身のブログで入籍したことをファンへ発表した。

## 出演

### テレビドラマ
- LOVE&PEACE（1998年、日本テレビ)
- 可愛いだけじゃダメかしら?（1999年1月11日 - 3月15日、テレビ朝日） - 萩原千晶 役
- 月曜ミステリー劇場 弁護士高見沢響子(3)（2000年4月24日、TBS） - 奥村悠里 役
- 女と愛とミステリー 20時18分の死神 小樽発・殺意の航路（2003年10月22日、テレビ東京） - 石川かおり 役
- 水戸黄門 （TBS）
  - 第32部 第14話「浪花娘の母恋一直線-二本松-」（2003年） - お菊 役
  - 第34部 第4話「お世継ぎの陰謀を暴け-仙台-」（2005年1月31日） - 浪江 役
- 温泉へ行こうスペシャル（2004年11月10日、TBS） - モデル 役  [3]
- ウルトラマンマックス第17話（2005年10月22日、CBC） - 氷の美女ニーナ 役
- ウルトラギャラクシー大怪獣バトル（2007年12月1日 - 2008年2月23日、BS11デジタル） - ハルナ 役
- ウルトラギャラクシー大怪獣バトル NEVER ENDING ODYSSEY（2008年12月20日 - 2009年3月14日、BS11デジタル） - ハルナ 役

### テレビ
- THE夜もヒッパレ（日本テレビ）
- 踊る!さんま御殿!!（日本テレビ）
- 王様のブランチ（2000年10月 - 2001年3月、TBS）ブランチレポーター
- お厚いのがお好き?（2003年8月7日、フジテレビ）
- 土曜にLOVEして。（CS Viewsic （現：MUSIC ON! TV）） - MC

### ラジオ
- WEEKEND Hi!（FM-FUJI） - 1998年4月4日 - 1999年3月27日[4]
- 上良早紀 笑顔にKISS（AM局向け番組）
- 早紀と真喜子のとりあえず聞いてくれ!（USEN440） - 藤井真喜子とコンビで出演
- 早紀と真喜子のとりあえず続いちゃってま〜す!（USEN440） - 同上

### 映画
- いのちの海 (1999年) - 島崎由紀 役
- man-hole (2001年) - 友香 役
- 誇り高き野望 (2005年) - 小夜子 役
- ゾンビ村 終わりなき逃亡（2007年）
- 男前 日本一の画家になったる!
- 大怪獣バトル ウルトラ銀河伝説 THE MOVIE（2009年） - ハルナ 役

### 舞台
- トムソーヤの冒険
- 愛しのジュリエット
- スター誕生

### CM
- 江崎グリコ「つぶつぶいちごポッキー」
- ロータスクラブ
- DCカード

### CD
- 愛のさざなみ（女性3人組ユニット・ミニスカパンとして）